# Sebastian Zeidlmayr
Sebastian Zeidlmayr (* 6. Juni 1671; † 19. März 1750 in Tegernsee) war ein bayerischer Geistlicher, Organist und Musikpädagoge.
Zeidlmayr war Angehöriger des Benediktinerordens im Kloster Tegernsee. 
Er galt zu seiner Zeit als hervorragender Orgelspieler und bildete eine Reihe von Musikern aus.   

## Quelle
- Felix J. Lipowsky: Baierisches Musik-Lexikon. München 1811.

| Personendaten    | Personendaten                                       |
| ---------------- | --------------------------------------------------- |
| NAME             | Zeidlmayr, Sebastian                                |
| KURZBESCHREIBUNG | bayerischer Geistlicher, Organist und Musikpädagoge |
| GEBURTSDATUM     | 6. Juni 1671                                        |
| STERBEDATUM      | 19. März 1750                                       |
| STERBEORT        | Tegernsee                                           |